# Parco nazionale di Kurjenrahka
Il parco nazionale di Kurjenrahka (in finlandese: Kurjenrahkan kansallispuisto, in svedese: Kurjenrahka nationalpark) è un parco nazionale della Finlandia, nella regione della Varsinais-Suomi. È stato istituito nel 1998 e occupa una superficie di 29 km².